# Willi Frank
Willi Frank, född 9 februari 1903 i Regensburg, död 9 juni 1984 Plochingen, var en tysk Hauptsturmführer och lägertandläkare som verkade i Auschwitz under andra världskriget. Vid Första Auschwitzrättegången 1963–1965 dömdes han till sju års fängelse för medhjälp till mord på minst 6 000 människor.